# Cảng Kỳ Hà
Cảng Kỳ Hà là một cảng biển nằm tại cửa sông Trường Giang thuộc xã Tam Quang, huyện Núi Thành, tỉnh Quảng Nam. Cảng được xây dựng trong một vùng kín gió sau lưng xã đảo Tam Hải. Cảng có tọa độ địa lý tại 15°28'44 vĩ độ Bắc - 108°41'03 kinh độ Đông.
Cảng Kỳ Hà (thường gọi là cảng Kỳ Hà-Quảng Nam) nằm cạnh Cảng Kỳ Hà-CTy TNHH Thép Trường Thành thuộc Bộ Quốc phòng được xây dựng cho mục đích quân sự.

## Lịch sử
Cảng Kỳ Hà trước đây là một cảng cá nhỏ phục vụ hậu cần nghề cá của huyện Núi Thành. Năm 2000, cùng với việc hình thành Khu kinh tế Mở Chu Lai, Cảng Kỳ Hà được xây dựng. Sau hai năm xây dựng, cảng được đưa vào sử dụng năm 2002.

## Các thông số chính
- Độ sâu mớm nước: -6,2m
- Tổng diện tích mặt bằng: 35.500 m²
- Số lượng cầu tàu: 2
- Thiết bị bốc dỡ chính: tàu lai dắt, cẩu bờ, xe nâng, đầu kéo
- Sản lượng hàng hóa bốc dỡ: 530.000 tấn (2007)[3]